# 제임스 쿡
제임스 쿡(James Cook, 1728년 11월 7일 (율리우스력 10월 27일) ~ 1779년 2월 14일)은 영국의 탐험가, 항해사, 지도 제작자이다. 평민에서 영국 해군(RN)의 대령(포스트 캡틴)에 올랐으며, 태평양을 일곱 번 항해하고, 오스트레일리아(호주) 동해안에 도달하였으며, 하와이 제도를 발견하고, 자필 원고로 세계 일주 항해 일지를 남겼으며(제2 항해), 뉴펀들랜드와 뉴질랜드의 해도를 제작했다. 첫 번째 항해에서 그는 사상 처음으로 괴혈병에 의한 사망자를 내지 않고 세계 일주를 달성한 적도 있다. 그는 태평양을 남쪽 끝에서부터 북쪽 끝까지 탐험하여 영국의 식민지 개척에 크게 이바지하였다.
소위 대항해시대의 끝을 장식한 인물로, 쿡의 탐험을 전후하여 세계의 거의 모든 지역이 유럽인에게 알려지게 되었다. 이후 탐험과 모험의 시대는 막을 내리고 식민주의와 제국주의의 시대가 본격적으로 전개되기 시작한다.

## 생애
제임스 쿡은 영국 현재의 미들즈브러 교외 노스 요크셔의 머튼에서 태어났다. 스코틀랜드인인 아버지와 머튼 태생의 어머니에게서 8형제 중 차남으로 태어났다. 1736년 아버지가 농장 감독의 일자리를 얻었기 때문에 가족과 함께 그레이트 아이톤에 있는 아이레이 홈 농장으로 이사를 갔다. 쿡은 아버지의 고용주에게서 학자금을 받고 학교를 다녔다. 1741년에 13세가 되자, 아버지와 함께 일하기 시작했다.
1745년 16세가 된 쿡은 32 km 떨어진 곳에 있는 어촌 스테이테스 잡화점에서 도제 생활을 하기 위해 집을 나섰다. 도제 생활을 하는 동안 상점 창밖을 바라보고 있는 중 바다에 매료되었다고 한다.
18개월 후에 가게 주인은 그곳에 사업전망이 없음을 깨닫고, 인근 항구 도시 위토비 워커(존 & 헨리) 형제 빌리지를 소개한다. 워커 가문은 퀘이커 교도로 석탄 무역에 종사하는 현지 유력 선주의 상인이었다. 쿡은 영국 해안의 석탄 운반 선단의 견습 선원으로 고용되었다. 그 동안에 조선에 필수적인 대수학, 삼각 측량, 항해술, 천문학의 면학에 힘썼다.
3년간의 도제 생활을 마친 쿡은 발트해의 무역선에서 일하기 시작했다. 상선 선원으로 순조롭게 출세하여 1752년에 항해사가 되었고, 1755년에는 같은 선박의 항해장이 되었다. 그러나 한 달도 지나지 않아 쿡은 AB(전문 자격 갑판원)로 영국 해군에 자원 입대한다.
1755년, 대영 제국은 7년 전쟁에 대비하여 군비를 강화하고 있었다. 군복무가 더 빨리 경력이 오를 것이라고 생각한 쿡은 군 생활도 말단에서 다시 시작했지만, 빠르게 항해장으로 승진했다. 1757년 입대한지 불과 2년 만에 국왕이 승선하는 함선을 조종하는 시험에 합격했다.

## 성혼
쿡은 당시로서는 늦은 나이인 34세의 나이에 13살 연하의 엘리자베스 바츠(1742년~1835년)와 1762년 에섹스의 교회에서 결혼하였다. 둘의 사이에서 6명의 아이, 제임스(1763년~1794년), 나다니엘(1764년~1781년), 엘리자베스(1767년~1771년), 조셉(1768~1768), 조지(1772~1772), 휴(1776년~1793년)를 낳았다. 육지의 거주지는 런던의 이스트 엔드에 있었다. 아들 중 제임스와 나다니엘은 아버지 쿡을 따라 어린 시절부터 영국 해군에 입대하였고, 휴는 성직자가 되었으나, 모두 요절했다.

## 해군 경력

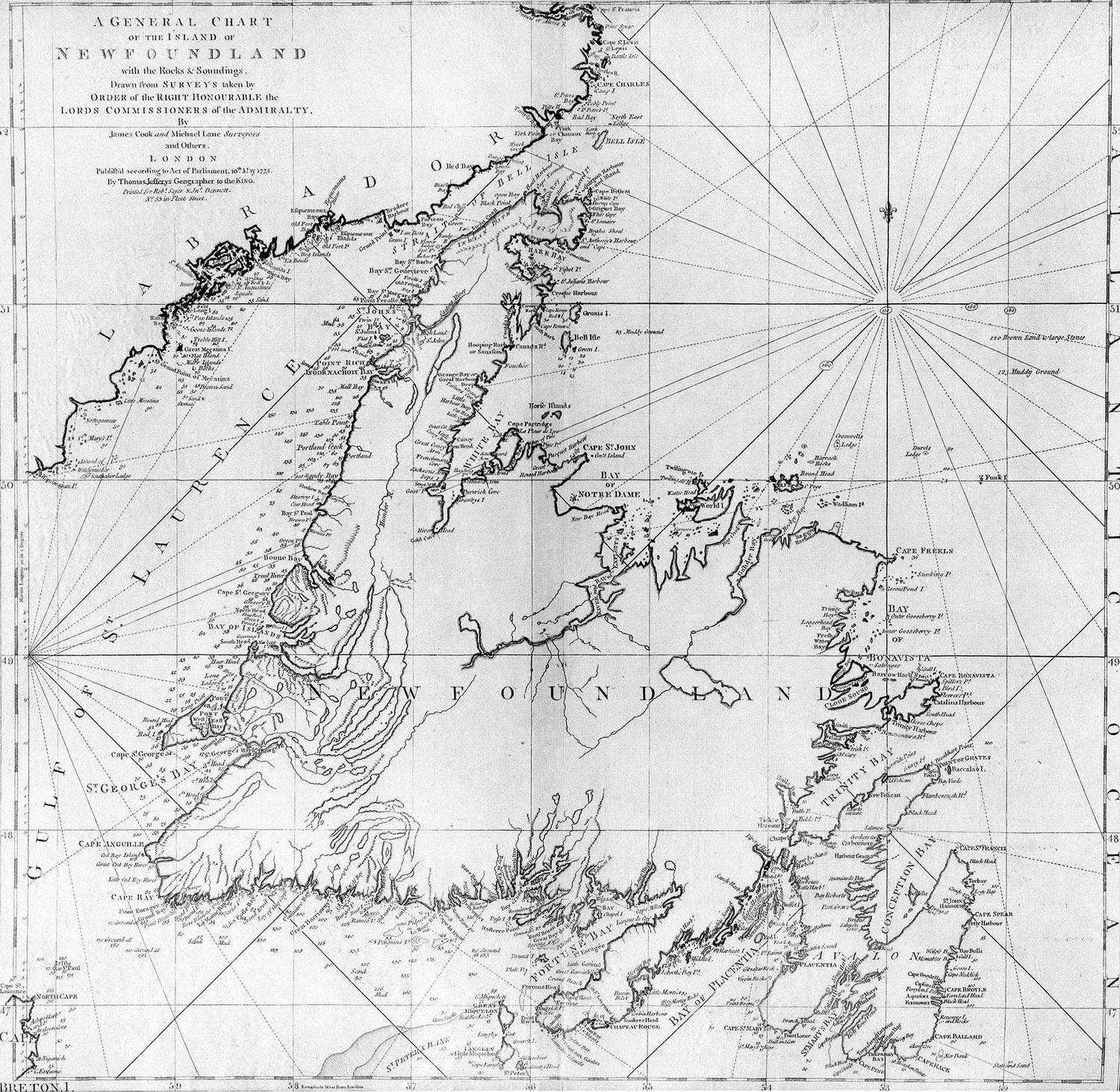
제임스 쿡의 1775 뉴펀들랜드 지도

7년 전쟁에서 쿡은 1759년에 퀘벡 포위전에 참가했다. 그래서 지리 조사 및 해도 작성의 재능을 발휘했다. 쿡은 세인트로렌스강 하구의 측량과 해도 작성을 맡아 공성전의 추세를 굳혔다. 울프 장군의 기습 상륙 작전의 성공에 크게 기여하게 되었다.
뉴펀들랜드의 복잡한 해안선 지도를 작성하는 등 1760년대에는 쿡의 능력이 활용되었다. 1763년과 1764년에 북서부에, 1765년 및 1766년에는 브린 반도와 레이 케이프 사이의 남해안, 1767년에는 서해안을 측량했다. 쿡의 5년에 걸친 조사로 뉴펀들랜드 해안의 대규모의 정확한 지도가 처음으로 제작되었다. 쿡도 실지 조사에 정통할 기회가 되었고, 동시에 영국 해군성과 영국 왕립 학회에 주목받는 계기가 되었다.
뉴펀들랜드의 분투를 마친 바로 그 때, 쿡은 다음과 같이 적었다.
| “ | 지금까지의 누구보다 멀리, 뿐만 아니라 인간이 갈 수 있는 끝까지 나는 가고 싶다. | ” |

## 첫 번째 항해(1768년~1771년)

### 타히티로

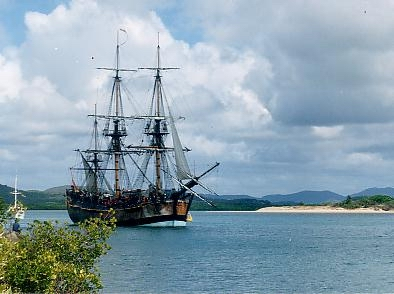
쿡타운 항의 Endeavour 복제품, 1770년 원래의 인데버 호가 7주간 정박했던 해변 앞

1766년, 왕립 학회는 쿡에게 금성 일면통과 관측을 시키기 위해 남태평양에 파견한다. 쿡은 해군 대위로 임명받아 범선 인데버 호의 지휘를 맡게 되었다. 엘리트 출신이 아닌 쿡의 대위 승진은 이례적인 것이었다. 인데버 호는 위토비에서 건조된 석탄 운반선으로 큰 적재량, 강도, 얕은 흘수, 어느 것을 취해도 암초가 많은 바다와 다도해를 장기간 항해 할 수 있는 좋은 성능을 갖추고 있었다. 쿡은 1768년 영국을 출발해, 혼곶을 돌아 태평양을 횡단하여 서쪽으로 이동 천체 관측의 목적지인 타히티로 1769년 4월 13일 도착했다. 일면 통과는 6월 3일에 쿡은 작은 거주지 및 관측소를 만들었다.
관측을 담당한 이는 왕실 천문관(그리니치 천문대장) 네빌 마스케린이고, 조수는 천문 학자 찰스 그린이었다. 관측의 목적은 금성에서 태양까지 거리를 보다 정확하게 계산하기 위한 측정이었다. 만일 이것이 성공하면 궤도 계산에 따라 다른 행성의 태양으로부터 거리도 계산할 수 있는 것이었다. 금성 일면 통과의 관측 당일 그는 다음과 같이 적고 있다.
| “ | 6월 3일 토요일. 오늘은 예상대로 관측에 좋은 날씨이고, 구름 한 점 없는 공기는 정말 맑고, 금성 일면 통과의 전체 경로 관측에 아주 좋은 조건을 갖추고 있다. 금성을 둘러싼 대기권 혹은 어두운 그림자가 너무 잘 보여서, 금성과 태양의 접촉, 특히 두 번째 접촉 시간 관측이 매우 어렵게 되었다. 소란다 박사와 그린과 나는 동시에 관측했지만 각각 관측 접촉 시간은 생각보다 상당히 벗어나 있었다. | ” |

불행히도, 그린, 쿡, 소란다가 별도로 행한 관측은 오차 예상 범위를 넘었다. 관측 장비의 해상도가 아직 부족했던 것이다. 관측 결과는 다른 장소에서 결과도 이후에 비교, 검토되었지만, 예상대로 정확한 관측 결과는 없었다.

### 타히티에서뉴질랜드로
천체 관측이 끝나자마자 쿡은 항해의 뒷부분에 대한 비밀 지령을 개봉했다. 그것은 해군성 추가 명령에 따라 전설의 남방 대륙(테라 아우스트랄리스, Terra Australis)을 찾아 남태평양을 탐험하라는 지시였다. 금성 관측(게다가 엔데버 호 같이 눈에 띄지 않는 작은 보트)을 방패로 삼아 영국에게 지금의 항해는 라이벌 유럽을 앞질러 남쪽 대륙을 발견하여 전설의 부를 손에 넣을 절호의 기회로 삼고자 하는 왕립 학회는 생각이었다. 이 논제의 특히 열성적인 추종자가 왕립학회 회원 알렉산더 다르린 풀이었다.
남태평양의 지리에 상당히 밝은 ‘트우파이아’라는 타히티인의 도움을 얻어, 1769년 10월 7일 쿡은 유럽인으로는 사상 두 번째로 (1642년의 아벨 타스만이 최초) 뉴질랜드에 도달했다. 쿡은 몇 가지 작은 오류(뱅크스 반도를 섬으로 하고, 스튜어트섬을 남쪽의 일부로 생각)를 빼고는 뉴질랜드 해안의 거의 완벽한 지도를 제작했다. 또한 뉴질랜드 남북섬을 나누는 해협(쿡 해협)을 발견했다 (아벌 타스만은 간과하고 있었다).

### 뉴질랜드에서오스트레일리아로
쿡은 항로를 서쪽으로 잡고, 전설의 남방 대륙의 일부를 이루고 있는지 여부를 확인 목적으로 《밴 데멘즈 랜드》(Van Diemen's Land, 오늘날의 타스마니아)를 목표로 잡았다. 그러나 인데버 호는 폭풍을 만나 북쪽으로 흘러갔고, 1770년 4월 20일 금요일 이후에 쿡 선장이 힉스곶으로 명명했던 육지를 목격할 때까지 그대로 항해 했다. 계산에 따르면 태즈메니아는 더 남쪽에 위치한 것이었지만, 남서로 뻗어나간 해안선이 목격되었기 때문에 이 육지가 타스마니아섬에 연결되어 있을 것이라고 의심했다. 이 곶은 오스트레일리아(호주) 대륙의 남동 해안에 위치하고 있으며, 결과적으로 쿡 탐험대는 오스트레일리아(호주) 대륙의 동쪽 해안에 도달한 최초의 유럽인이 되었다.
1843년에 실시된 조사에서는 쿡의 명명이 무시되거나 간과되었기 때문에 곶은 다른 이름이 붙여졌지만, 오스트레일리아 발견 200년 기념 축제에서 공식적으로 힉스곶의 명칭을 회복했다. 인데버 호는 해안선을 따라 북상을 계속하면서, 쿡은 측량과 경계표 이름을 차례로 지었다. 1주일 남짓 지났을 무렵, 일행은 큰 얕은 후미에 들어가 사구로 언덕으로 뒤덮인 낮은 곶 해안에 정박했다. 그곳이 바로 4월 29일에, 쿡 일행이 오스트레일리아(호주) 대륙에 처음 상륙한 곳으로 현재는 커널반도(Kurnell Peninsula)라는 이름으로 알려진 장소이다. 이후 식물학자 조셉 뱅크스, 헤르만 스포링 Jr., 대니엘 솔랜더에 의해 채집된 전례 없는 귀중한 식물 표본을 기념하여 보태니만(Botany Bay)이라고 고쳤다. 이 식물학자들은 이후 오스트레일리아(호주)의 동식물 식생에 관한 최초의 과학 논문을 출판했다.
일행의 첫 상륙 지역은 정착민과 영국 식민지의 전초 기지 후보지로 (특히 조셉 뱅크스를 통해), 이후 선전되었다. 18년 후인 1788년 처음으로 전초 기지에 죄수 정착촌을 건설하기 위해 오스트레일리아(호주)에 도착한 아서 필립 함장이 이끄는 함대가 오스트레일리아(호주)에 도착했다. 그는 보타니 만이 듣던 것보다 희망이 없다고 판단하고 대신 북쪽으로 몇 킬로미터 상륙지를 이동했다. 그곳은 쿡 선장이 한때 포트 잭슨이라는 이름을 붙인 미탐사지였던 곳이었다. 필립은 그 자리를 《시드니 곶》이라는 이름을 붙이고 시드니의 정착촌을 건설했다. 그러나 이후에도 얼마간 정착촌은 보타니 베이 정착촌이라고 불리게 되었다.

### 오스트레일리아에서 귀국

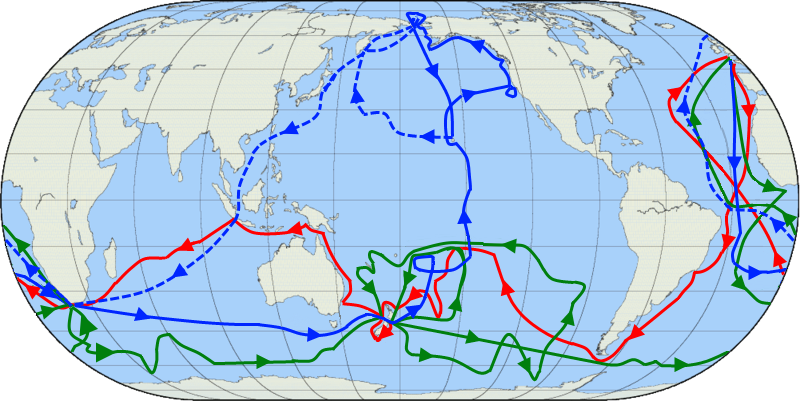
쿡 선장의 항해 경로. 첫 번째 항해가 붉은색, 두 번째 항해가 초록색, 세 번째 항해가 파란색. 쿡이 사망한 후 그의 선원들의 경로는 파란색 줄선으로 표시되어 있다.

처음 도착을 했을 때, 쿡 일행은 오스트레일리아(호주) 원주민과 접촉했다. 해안선을 측량하면서 쿡은 북쪽으로 배를 진행했다. 1770년 6월 11일 그레이트 배리어 리프의 북쪽에 인데버 호가 부딪혀 난파했기 때문에 모래사장에서 수리를 하는 동안 항해는 7주간 지연되었다(그곳은 인데버 강 하구 현재 쿡타운의 선착장 근처이다). 그동안 뱅크스, 스포링, 솔랜더는 오스트레일리아(호주)의 식물을 최초로 대규모로 채집을 갔다. 대원과 그 곳의 원주민과의 조우는 대체로 평화적이었다.
배의 수리를 끝내자마자 항해를 계속하여, 쿡 일행은 케이프 요크 반도의 북단을 통과해 오스트레일리아와 뉴기니섬 사이의 트레스 해협을 빠져나갔다. 케이프 요크 반도를 둘러싸고, 오스트레일리아(호주)와 뉴기니가 육지가 아니라는 것을 확인한 쿡은 1770년 8월 22일에 ‘포제션섬’(Possession Island, 퀸즐랜드)에 상륙하여, 오스트레일리아(호주) 동해안의 영국 영유권을 선언했다.
이 항해에서 쿡은 단 1명의 선원도 괴혈병으로 잃지 않았다, 그리고 이것은 18세기에는 기적적인 성과였다. 1747년에 도입된 영국 해군의 규칙에 의거하여 쿡은 감귤류와 자우어크라우트 등을 먹도록 부하에게 권장했다. 쿡 선장이 부하에게 이 음식을 섭취시킨 방법은 지도자로서의 그의 뛰어난 자질을 잘 말해주고 있다. 당시 선원은 새로운 관습은 완강하게 저항했기 때문에 처음에는 아무도 자우어크라우트를 먹지 않았다. 쿡은 하나의 계책을 떠올리고 자우어크라우트는 자신과 간부들에게만 제공하고 나머지는 원하는 사람에게만 나누어 주었다. 상관들이 자우어크라우트를 고맙게 받는 것을 보여주면, 1주일도 지나지 않아 자신들에게도 나눠달라는 목소리가 거절하기 힘들 정도로 높아졌다고 쿡은 일지에 적었다.
그 후, 일행은 배의 수선을 위해서, 네덜란드 동인도 회사의 본거지가 있는 바타비아(지금의 자카르타)로 향했다. 바타비아에서는 말라리아와 이질이 창궐하여, 1771년에 일행이 귀국하기까지, 타히티인의 트우파이아, 뱅크스의 조수를 맡은 스페이링, 식물 화가 시드니, 파킹슨 등 많은 사람이 병을 얻어 죽었다. 출발에서 바타비아에 도착하기 전까지 27개월의 항해에서는 불과 8명이었던 사망자는 바타비아 머무르는 10주간, 바타비아에서 케이프 타운까지 이르는 11주간에는 무려 31명에 이르러 사망자가 발생했다.
1771년 6월 12일 오후, 인데버호는 남 잉글랜드의 다운즈에 닻을 내렸고, 쿡은 켄트로 하선했다. 우주왕복선 인데버호와 인데버 강은 이 첫 번째 항해에서 쿡의 배의 인데버를 따서 지은 것이다.
쿡이 귀국을 하고 나서 곧 항해 일지가 출판되어 쿡은 과학계에서도 화제의 인물이 되었다. 그러나 런던 사교계에서 쿡보다 몇 배나 더 인기를 얻게 된 사람은 귀족인 박물학자 죠셉 뱅크스였다. 뱅크스는 쿡의 두 번째 항해에도 동행할 예정이었지만, 배의 구조에 불만을 품고, 출발 직전에 스스로 하선했다.

## 두 번째 항해

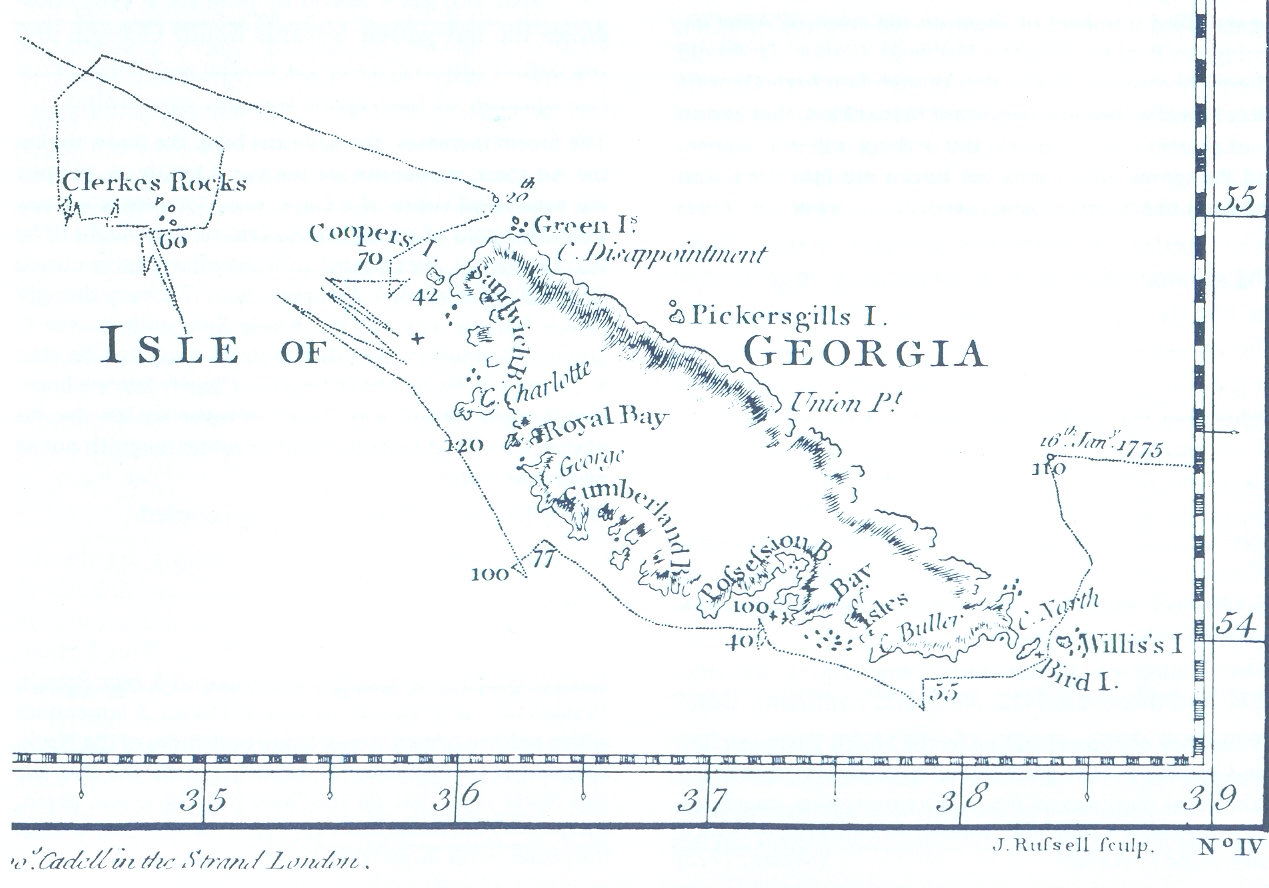
제임스 쿡의 1777년 남북향 지도, 사우스 조지아와 남 샌드위치섬

첫 번째 항해에서 귀환 후 해군 대위에서 해군 중령으로 승진했다. 쿡은 남방 대륙(테라 아우스트랄리스)을 발견하였고, 왕립 학회에 의해 다시 파견되었다. 첫 번째 항해에서 뉴질랜드 탐사를 통해 뉴질랜드가 남방의 대륙에 연결되어 있지 않고 또한 동해안 측량을 통해 오스트레일리아(호주)가 대륙일 것이라는 것도 이미 밝혀졌다지만, 테라 아우스트랄리스는 더 남쪽에 존재할 것이라고 왕립 학회는 아직도 믿고 있던 것이다.
쿡은 범선 《리솔루션 호》를, 토바이아스 퍼노우가 요선 《어드벤쳐 호》를 지휘했다. 아프리카 대륙 남단에서 동진한 일행은 극히 고위도의 지역을 일주하였고, 1773년 1월 17일에 유럽인으로서 처음으로 남극권에 돌입했다. 이것은 위대한 업적으로, 다음 남극권 진입이 50년 후였던 것으로도 잘 알 수 있다. 남극권에 펼쳐진 진한 안개로 인해 놓친 서로의 위치를 놓친 두 척은 뉴질랜드에서 합류한 후, 남태평양을 동진하여 더 남하해 남위 71도 10분까지 도달했다. 그 후도 쿡은 탐험을 계속했지만, 퍼노우는 마오리족과의 싸움으로 부하를 잃고, 부득이 먼저 영국으로 귀환하게 되었다.
쿡은 남극 대륙을 발견하였지만, 남방 대륙이 인류가 거주 가능한 위도에는 존재하지 않는다는 것을 확인하였고, 전설의 남방 대륙 탐험에 종지부를 찍었다. 보급을 위해 북쪽의 타히티로 진로를 바꾸고, 오마이라고 하는 타히티인 젊은이를 따라 다시 남쪽으로 향했는데, 오마이는 첫 번째 항해에 동반했던 토우파이아 정도로 태평양 지리에 밝지는 않았다. 돌아오는 항해에서 1774년에 통가, 이스터섬, 뉴칼레도니아, 바누아투에 도착 후 남아메리카 남단을 돌아사우스 조지아 및 샌드위치 제도를 발견했다. 일행의 귀국 보고서를 통해 테라 아우스트랄리스의 전설은 사그라 들었다. 크로노미터가 활약해 정확한 경도를 결정한 것도 두 번째 항해의 큰 업적이었다. 샌드위치 제도(하와이 제도)를 처음에는 샌드위치 랜드라고 명명했지만, 나중에 발견한 사우스 샌드위치 제도와 구별하기 위해 후대 영국이 사우스 샌드위치 제도로 이름을 붙였다. 영국은 1908년에 공식적으로 영유 선언을 하였고, 또한 아르헨티나도 1938년 영유를 선언했다.
쿡은 귀국 후 해군 대령(포스트 캡틴)으로 승진하여 전함 《켄트》의 지휘를 맡을 수 있었지만, 다음날에는 바로 해임되고, 명예직인 그리니치의 해군 병원의 원장으로 임명되었다. 괴혈병 예방에 기여한 공로로 왕립 학회에서 메달을 받았으며, 특별 회원으로 천거되었다. 그러나 쿡은 바다로 떠나는 욕구를 견디지 못했고, 자필 원고의 항해 기록을 다 쓴 직후 세 번째 항해를 떠난다.

## 세 번째 항해

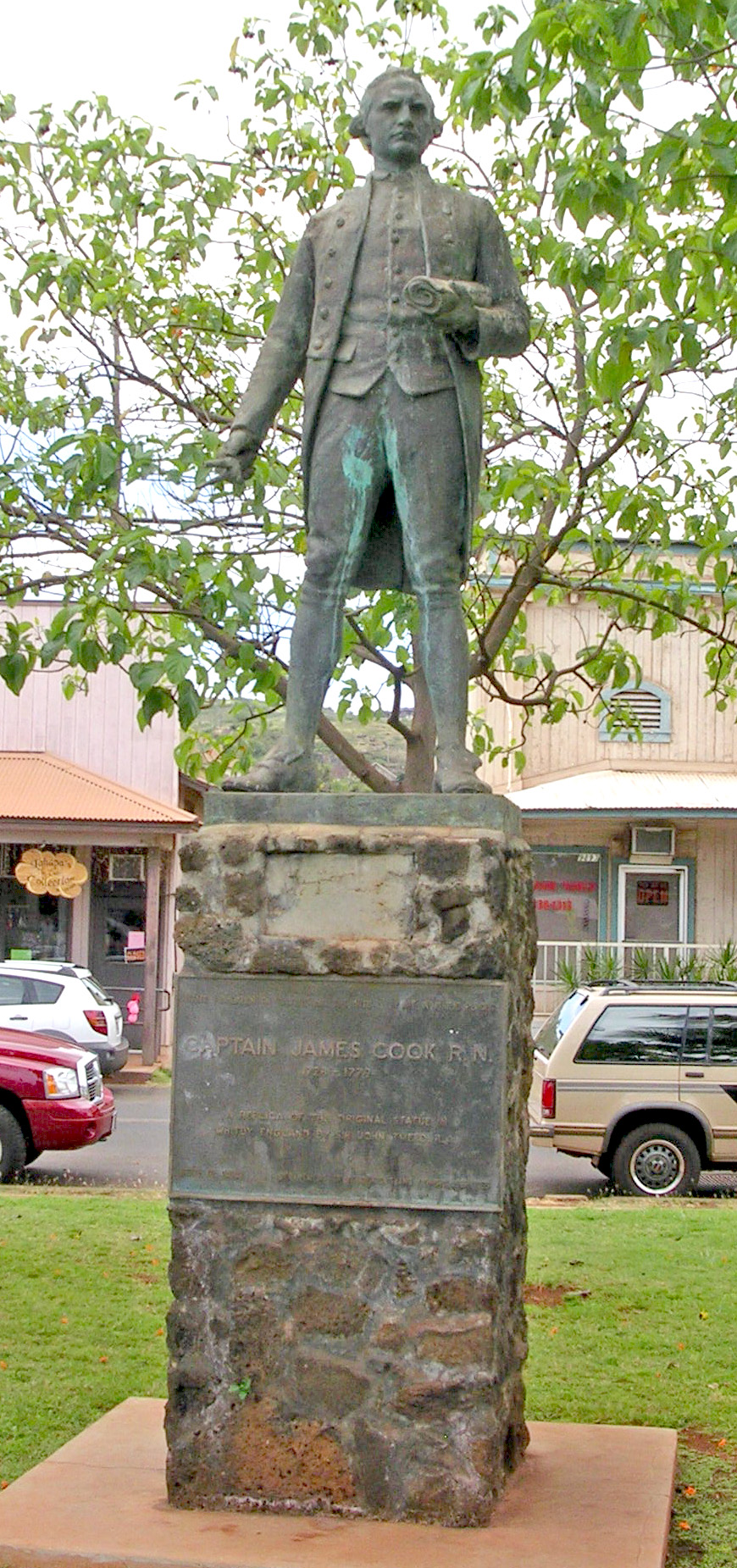
카우아이섬에 있는 쿡 선장의 동상, 1778년 하와이섬에서 원주민들을 처음으로 접촉한 것을 기리기 위해 세움

항간에서는 런던 시민의 호기심의 대상이 되었던 오마이를 자기 나라로 돌려보내기 위해 항해를 지휘한다는 소문이 있었지만, 세 번째 항해의 공식적인 목적은 북극해를 빠져나와 태평양과 대서양을 잇는 북서 항로를 탐색하는 것이었다. 쿡은 다시《 리솔류션 호》를 지휘하였고, 찰스 클라크가 요선 《디스커버리 호》의 지휘를 맡았다. 오마이를 자기 나라로 되돌려 보낸 뒤 쿡은 북쪽으로 진로를 바꾸어 1778년에는 하와이 제도를 방문한 최초의 유럽인이 되었다. 쿡은 카우아이섬에 상륙해 해군 대신으로 쿡의 탐험 항해의 중요한 옹호자이기도 한 샌드위치 백작의 이름을 따서 "하와이 제도"를 "샌드위치 제도 "라고 이름붙였다.
북아메리카의 서해안을 탐구하기 위하여 쿡은 동쪽으로 항해하였고, 밴쿠버 아일랜드의 노코타 사운드 안에 유코트에 있는 파스트네이션즈 마을 근처에 도착했지만, 후안 드 푸카 해협은 간과했다. 이 항해에서 쿡은 캘리포니아에서 베링 해협에 이르기까지 탐사를 하고, 해도를 제작하였고, 현재 쿡 베이로 알려져 있는 알래스카의 장소를 발견했다. 단 한번의 항해로 쿡은 미국의 북서부 해안에 있는 대부분의 해도를 제작했으며, 알래스카의 곳곳을 파악하여 서쪽에서 비투스 베링 등의 러시아인, 남쪽에서 스페인인이 탐사하고 있던 태평양의 북쪽 한계 탐사 차이를 묻어 버린 것이다. 그러나 쿡이 몇 번을 시도했지만, 가을과 겨울 사이의 베링 해협은 범선으로 항해하기는 무리였고, 거기에서 북쪽으로는 진행할 수 없었다.
1768년 해군 소령이 되었다. 그는 남태평양 탐험과 학술 조사의 명령을 받고, 1768년부터 3회의 탐험에 나서서 남쪽으로 오스트레일리아·뉴질랜드·뉴칼레도니아섬 등을 발견하고, 남위 72°의 지점까지 내려갔다.
또 북쪽으로는 베링 해협을 지나 북위 70°의 지점까지 갔다. 돌아오는 길에 하와이에서 원주민에게 살해당했다.